# Широкое (Хорольский район)
Широкое (укр. Широке) — село,
Грушинский сельский совет,
Хорольский район,
Полтавская область,
Украина.
Код КОАТУУ — 5324881507. Население по переписи 2001 года составляло 30 человек.

## Географическое положение
Село Широкое находится на расстоянии в 1 км от села Буберево и в 2-х км от села Грушино.

## История
В 1946 году указом ПВС УССР хутор Чехов переименован в Широкий.